# Cao Dương, Thanh Oai
Cao Dương là một xã thuộc huyện Thanh Oai, thành phố Hà Nội, Việt Nam.
Xã Cao Dương có diện tích 4,62 km², dân số năm 1999 là 8.978 người, mật độ dân số đạt 1.943 người/km².